# Opel Rekord
Pour les articles homonymes, voir Record.
L'Opel Rekord est une berline familiale, routière produit sur huit générations par le constructeur automobile allemand Opel. Entre l'été 1953 et 1986, environ 10 millions de véhicules sont vendus.
À la fin de l'été 1986, la Rekord cède la place à l'Opel Omega.

## Appellation
La première utilisation de ce nom concerne la dernière génération des Opel Olympia. En 1957, la Rekord devient un modèle à part entière.
Les générations suivantes sont dénommées "Rekord P I" ou "Rekord B". La voiture ne connaît pas d'appellation supplémentaire.

## Opel Olympia Rekord (1953 – 1957)

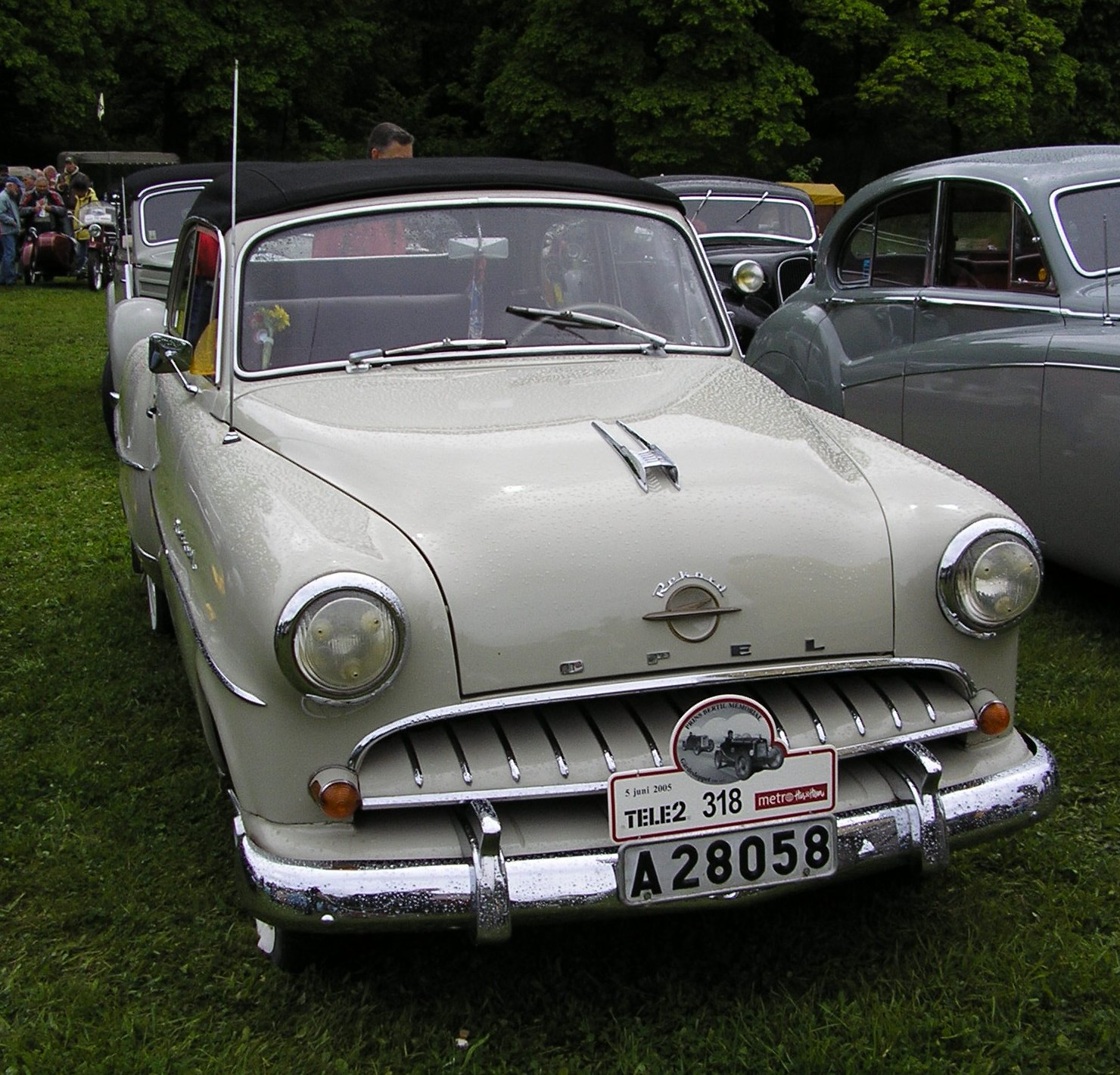
1955 Opel Rekord Cabriocoach

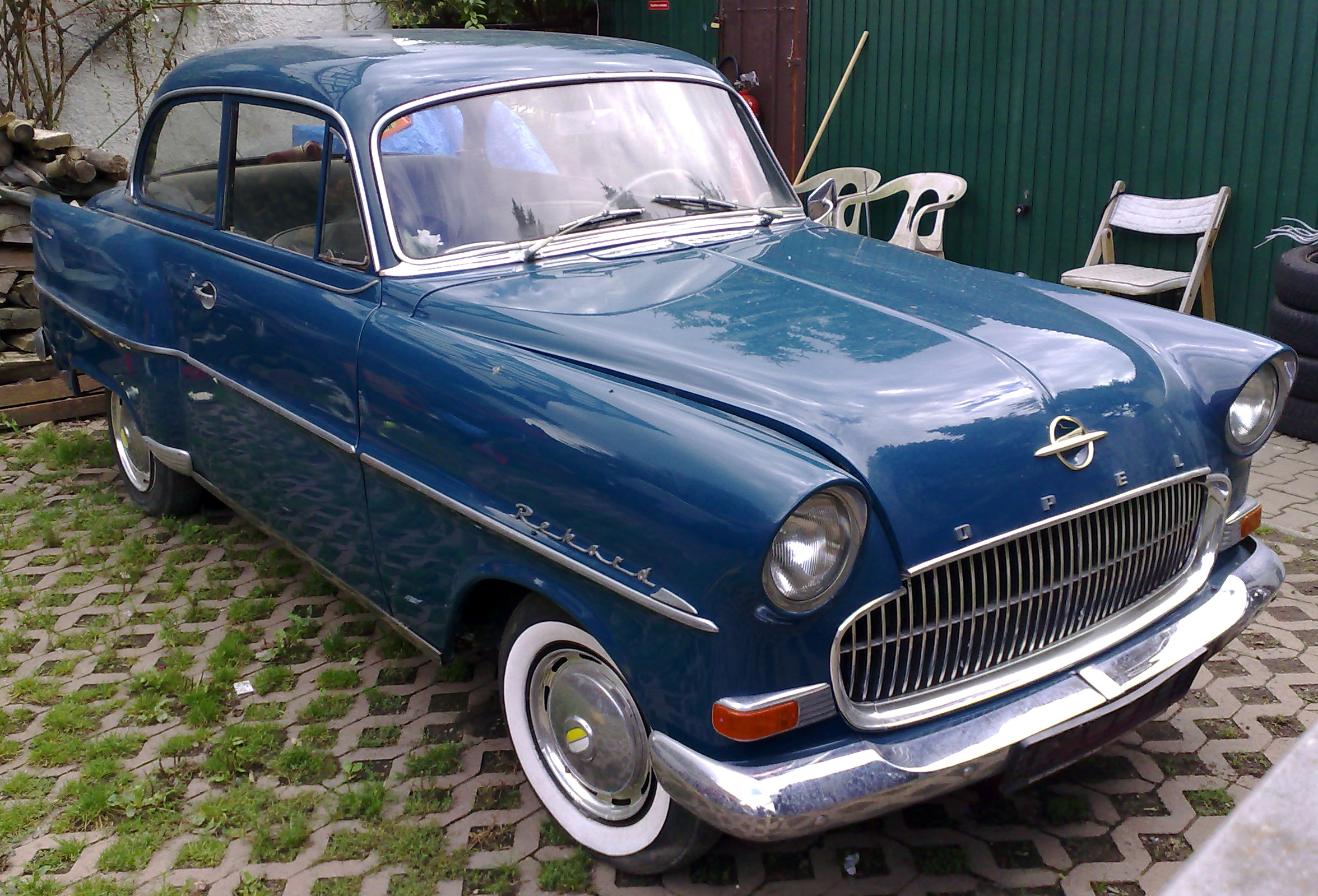
Opel Olympia Rekord (1957)

L'Opel Olympia Rekord est introduite en mars 1953 pour succéder à l'Opel Olympia. Sa carrosserie date de 1935. Les Opel Olympia Rekord sont produites à 580 000 exemplaires jusqu'en 1957 en quatre versions différentes. Avec un style des années 1934-54, les berlines ressemblent, à une échelle plus réduite, aux versions contemporaines des Chevrolet aux États-Unis. Les deux véhicules sont, bien entendu, fabriqués par General Motors.
- 1953/54 : 1 488 cm3, 40 ch. Disponible en berline 2 portes, cabriolet, et break "Caravan". Prix en Allemagne : 6 410 à 6 710 DM. 136 028 exemplaires.
- 1955 : 1 488 cm3, 40 ch. Léger restylage, comprenant une lunette arrière plus grande et une nouvelle calandre. Une camionnette dérivée de la berline, appelée simplement Olympia, est introduite. Prix en Allemagne : 5 850 à 6 560 DM. 144 587 exemplaires.
- 1956 : 1 488 cm3, 45 ch. Nouvelle calandre, pare-chocs dorénavant sans gardes. Prix en Allemagne : 5 410 à 6 560 DM. 144 587 exemplaires produits.
- 1957 : 1 488 cm3, 45 ch. Nouvelle calandre, toit plus plat, ceinture chromée. Le cabriolet ne fait pas partie de ce restylage. Prix en Allemagne : 5 510 à 6 560 DM. 169 721 exemplaires produits.

Caractéristiques techniques
- Empattement : 2 487 mm
- Longueur : 4 239 mm
- Largeur : 1 626 mm
- Hauteur : 1 549 mm
- Masse à vide : 920-1 000 kg
- Vitesse maximale : environ 121 km/h

## Opel Rekord P1 (juillet 1957 – juillet 1960)

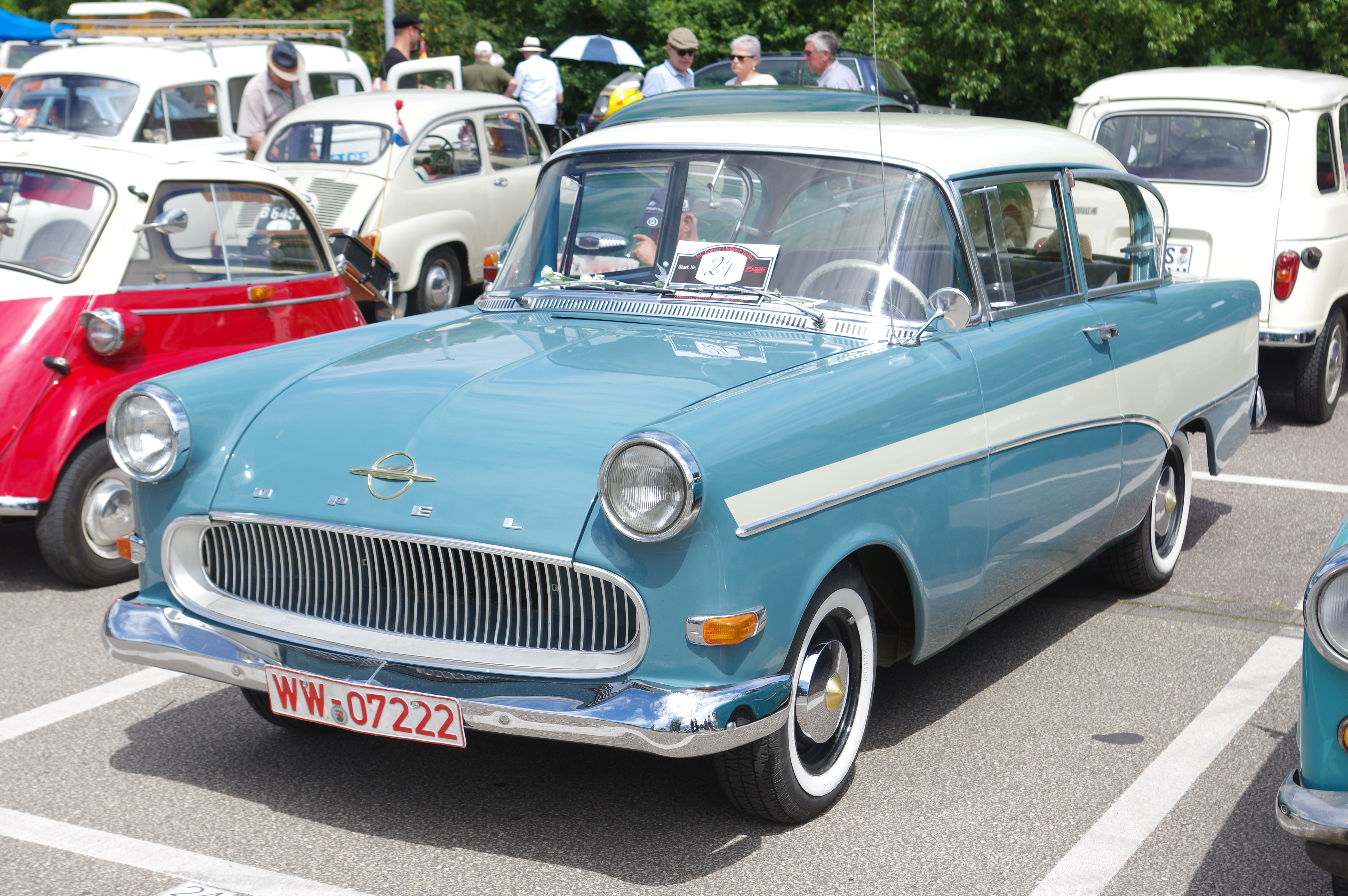
1958 Opel Rekord

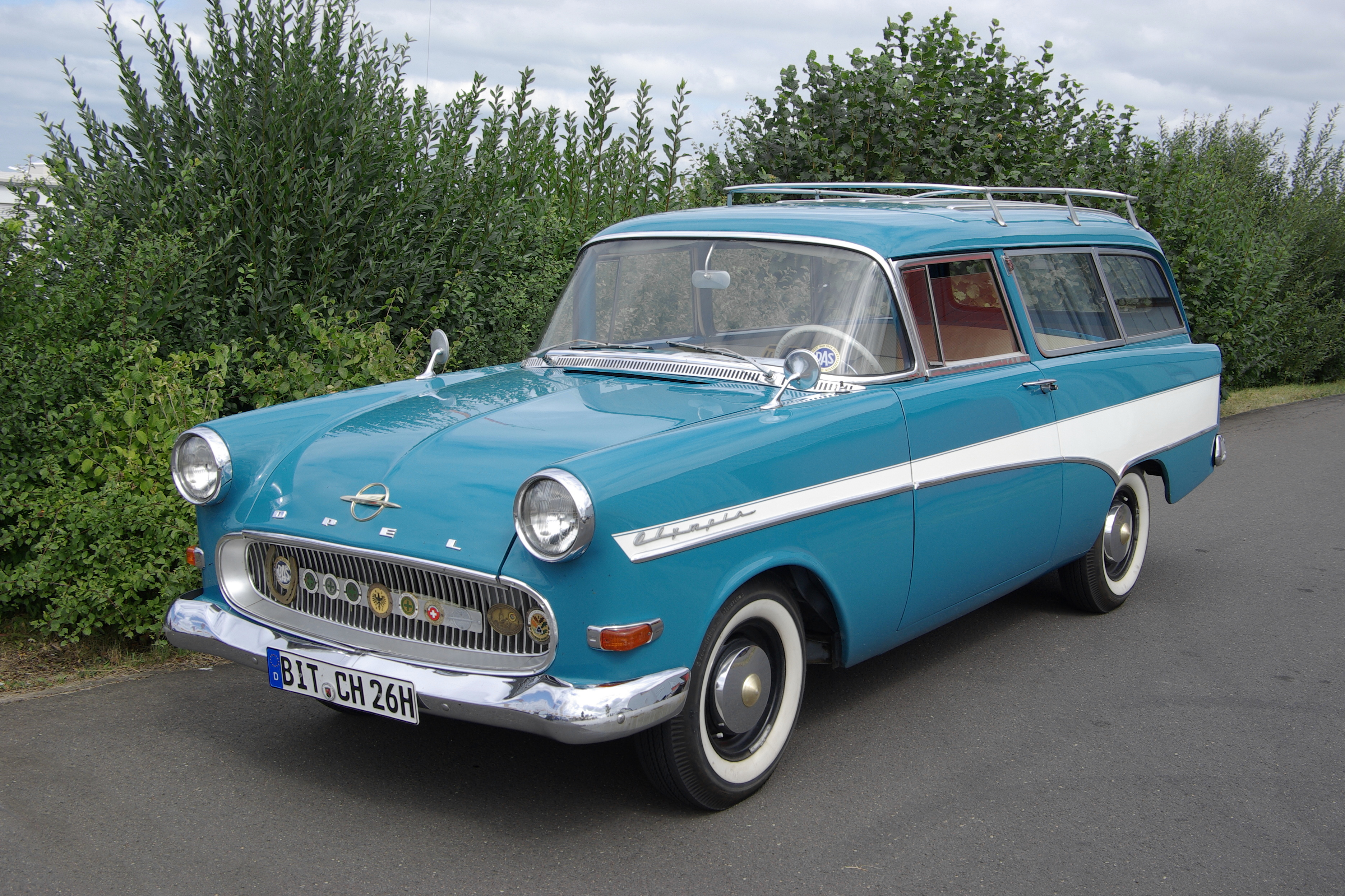
Opel Olympia Rekord P1 Kombi

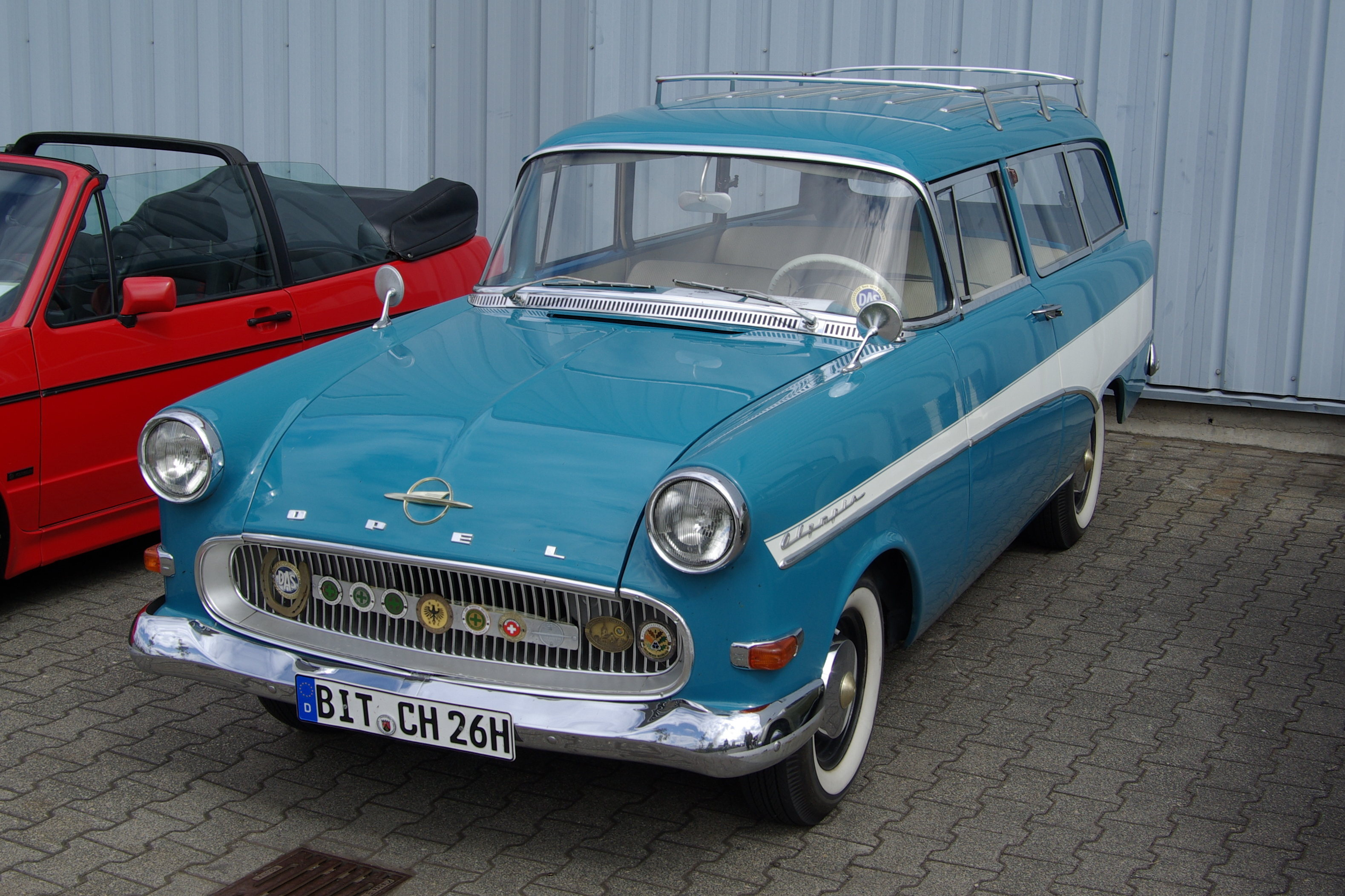
Opel Olympia Caravan

L'Opel Rekord P1 est plus large, plus moderne avec le pare-brise avant de même taille que l'arrière, introduit en Allemagne avec le style américain de la carrosserie 2 tons.
Le modèle standard était vendu sous le nom d'Opel Olympia Rekord, quand une réduction des spécifications, le modèle était vendu sous le nom d'Opel Olympia et plus connu, moins formellement, en tant que "Bauern-Buick" (Buick Paysan).
Une nouvelle version de base avec un moteur de 1 196 cm3 apparaît en 1959 sous le nom d'Opel 1200, et à remplacer l'Opel Olympia.
Une boîte de vitesses semi-automatique ("Olymat") devient disponible en 1959. Initialement la voiture aurait dû avoir comme moteur, le 1 488 cm3, 45 ch des modèles précédents : il a été complété par le 1 680 cm3, 55 ch pour 1960.
Le PI est resté en production jusqu'en 1960.
- 1958 – 59 : 1 488 cm3, 45 ch. Disponible en 2 portes "Olympia" ou en version luxuriante 2 portes "Olympia Rekord" et un break 3 portes "Caravan" et une camionnette basé sur la berline. Prix en Allemagne : 5 785 à 6 845 DM. 509 110 exemplaires produits.
- 1959 : 1 488 cm3, 45 ch ; ou requis 1 680 cm3, 55 ch. Disponible en berline 4 portes. Plusieurs améliorations incluant le tableau de bord rembourré, serrure de démarrage, essuie-glaces électriques. Le nouveau "Opel 1200" a remplacé l'ancien Olympia (1 196 cm3, 40 ch, 5 835 DM); le 1200 est restée en production jusqu'à décembre 1962, alors que le P1 était supprimé en août 1960 par la Rekord P2.

Prix en Allemagne : 6 545 à 7 110 DM. 307 000 exemplaires produits (P I) + 67 952 exemplaires produits (1200). En 1959-1960, à Darmstadt, en Allemagne, Autenrieth a converti les P1 berline 2 portes en coupé et cabriolet, en série limitée. Les prix sont de 9 380 DM pour le coupé et 11 180 DM pour le cabriolet.
Caractéristiques techniques
- Empattement : 2 540 mm
- Longueur : 4 442 mm
- Largeur : 1 615 mm
- Hauteur : 1 491 mm
- Masse à vide : 910 - 1 000 kg
- Vitesse maximale : 119 - 132 km/h

## Opel Rekord P2 (1960 – 1963)

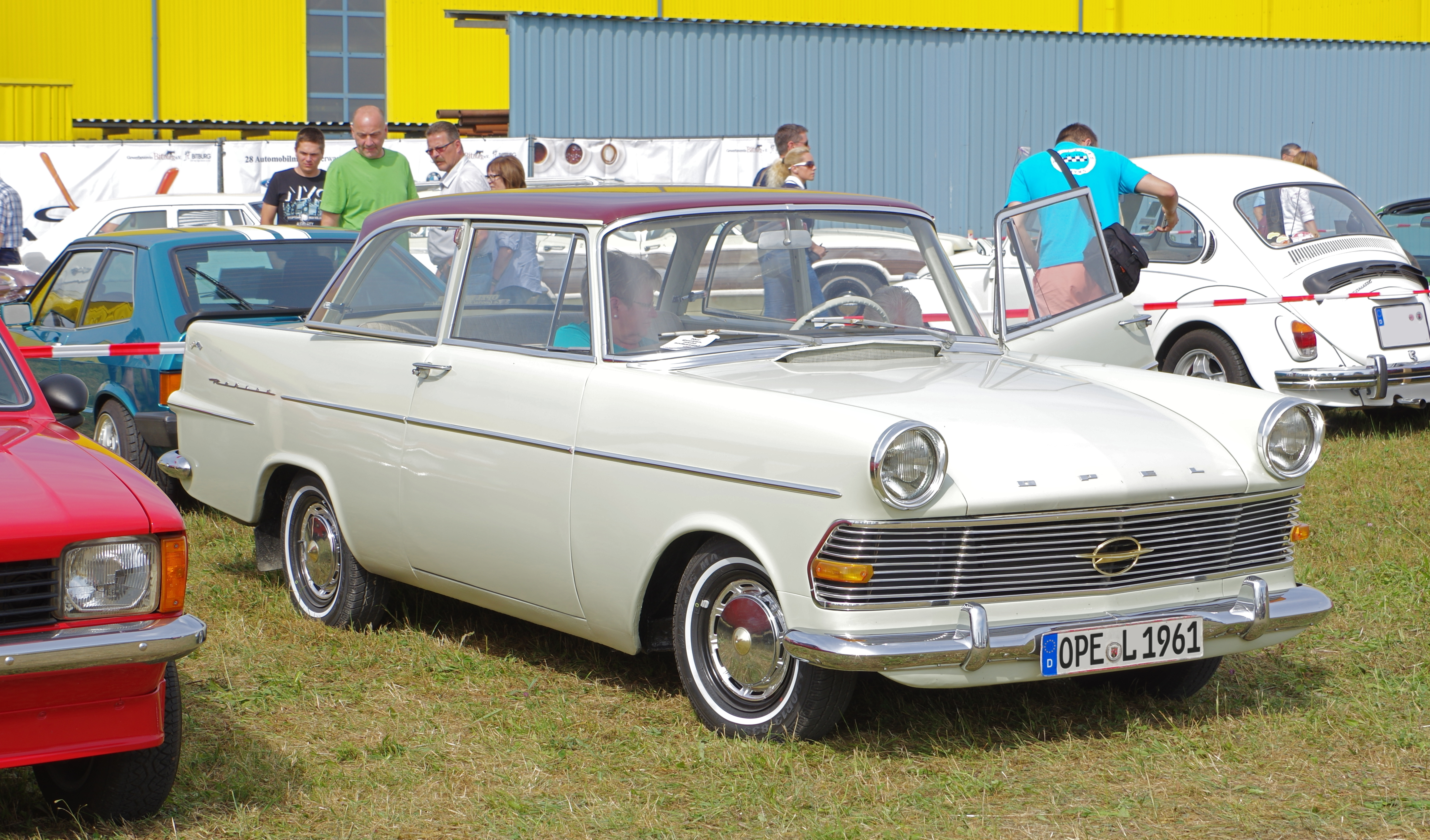
Opel Rekord P2 berline 2 portes

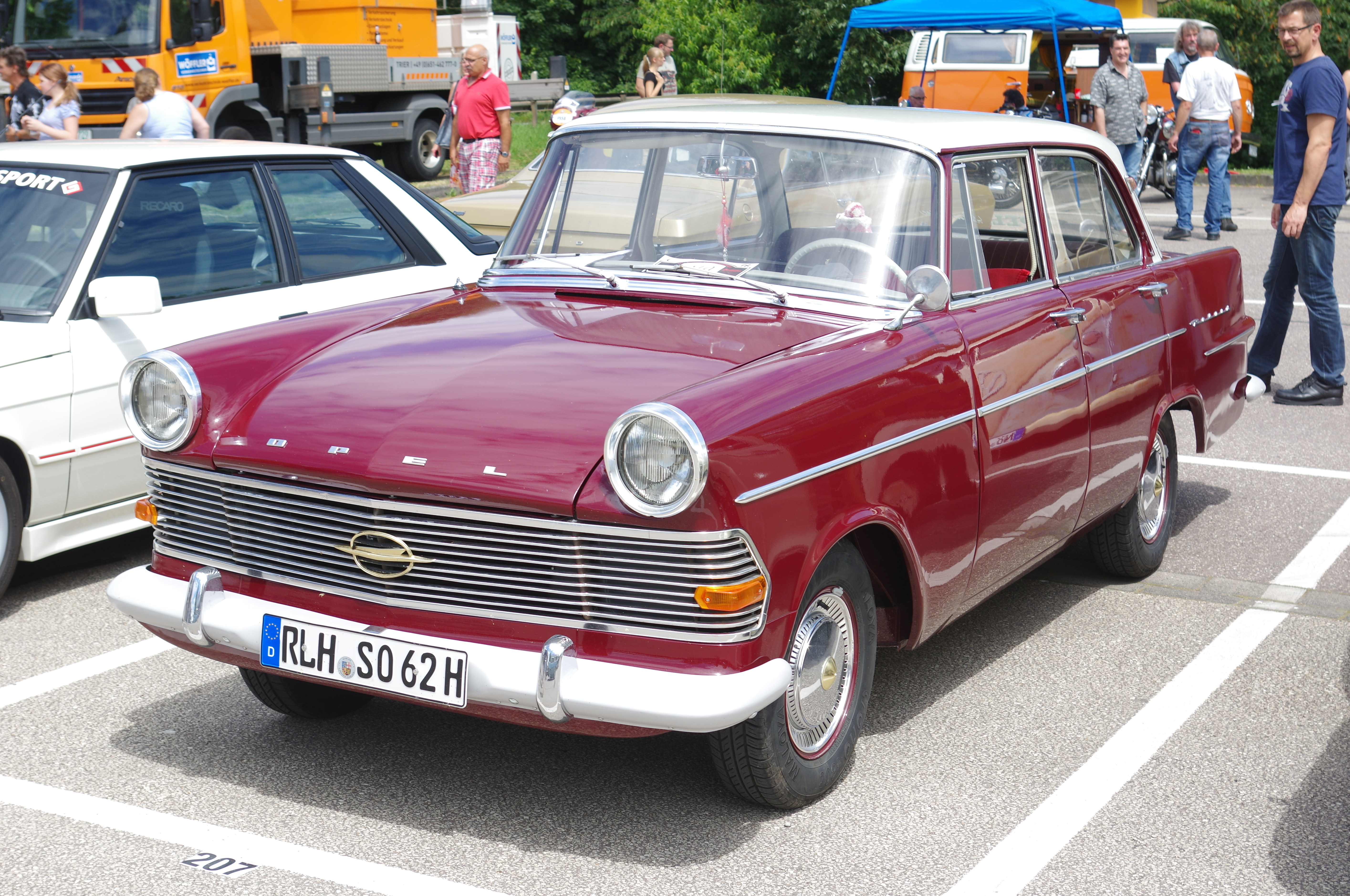
Opel Rekord P2 berline 4 portes

La Opel Rekord P2 prend de la taille, pas en empattement, et reçoit une toute nouvelle carrosserie qui celle-ci n'entoure pas les vitres. Il est disponible en berline 2 et 4 portes, break 3 portes "Caravan" et une camionnette, un pick-up, et un cabriolet. Depuis août 1961, un coupé fait son apparition, et en juin 1962, une version de luxe "L" est disponible avec le nouveau moteur de 1 700 cm³ "S" et un taux de compression plus élevé. Les versions suivantes reçoivent en option une boîte de vitesses à 4 rapports.
Prix en Allemagne : 6 545 à 7 770 DM. 787 684 exemplaires produits. Autenrieth continue de vendre des cabriolets fabriqués à la main à 11 635 DM.
Caractéristiques techniques
- Moteurs : 1 488 cm³, 50 ch, 1 680 cm³, 55 ch ou 1 680 cm³, 60 ch
- Empattement : 2 540 mm
- Longueur : 4 516 mm
- Largeur : 1 633 mm
- Hauteur : 1 488 mm
- Masse à vide : 941 - 1 020 kg
- Vitesse maximale : 124 - 140 km/h

## Opel Rekord A (1963 – 1965)

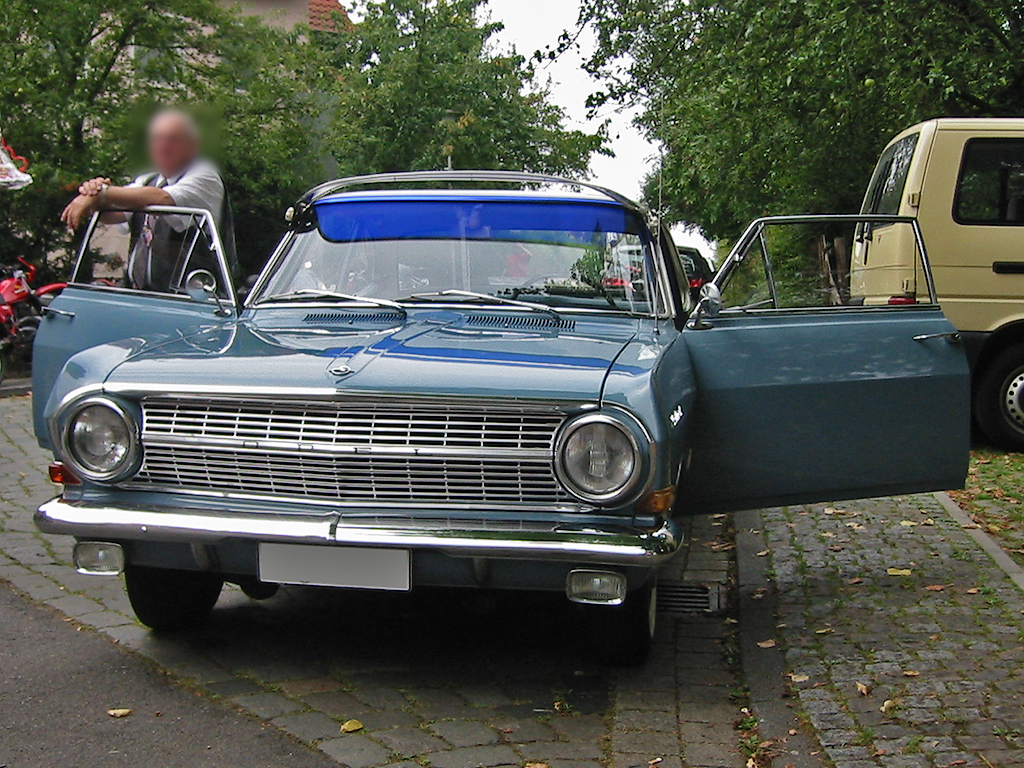
Opel Rekord A

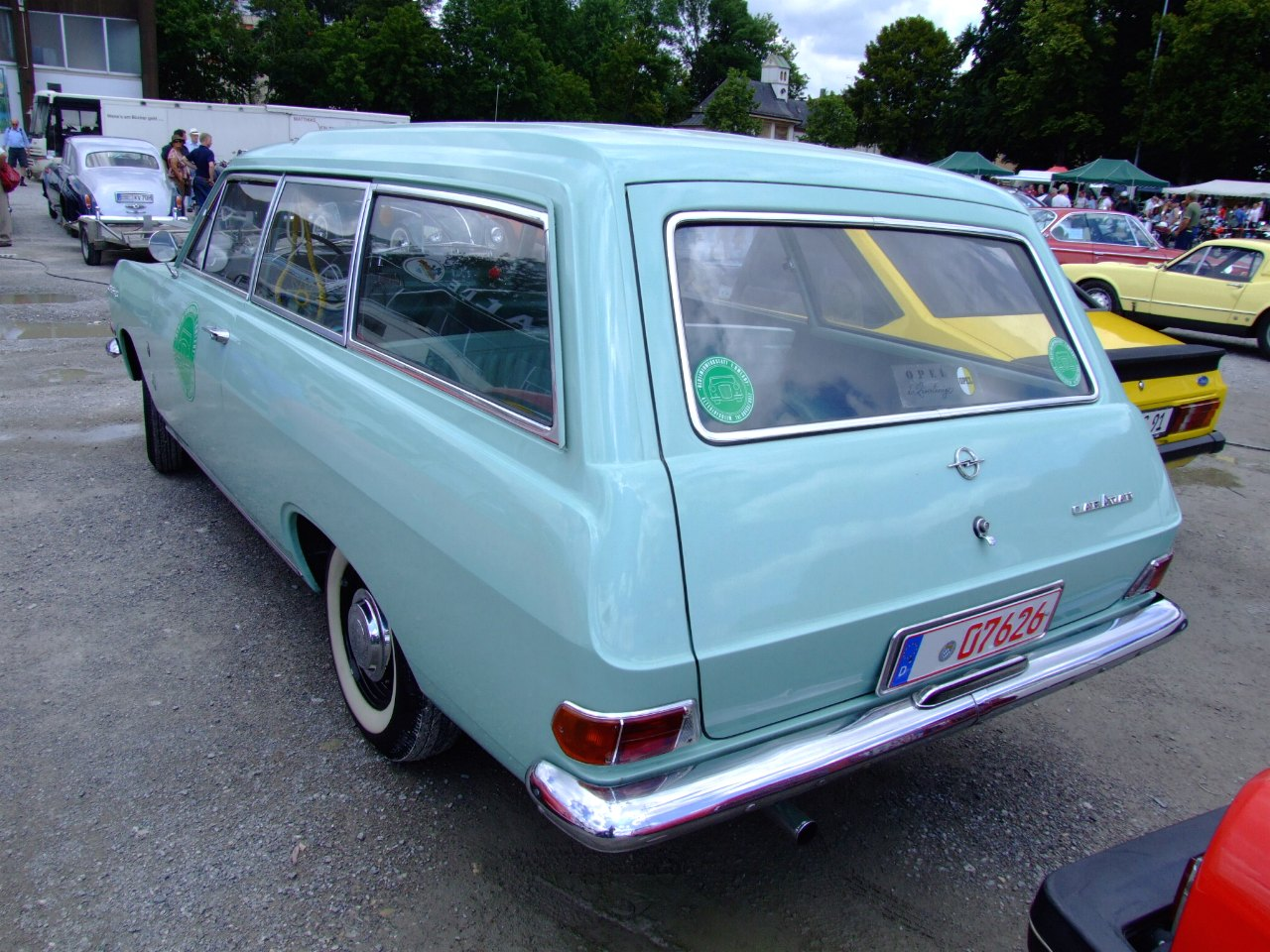
Opel Rekord A Caravan

La Rekord A est une reprise des Rekord P2 (berline 2-4 portes, break 3 portes et camionnette, coupé 2 portes avec les moteurs 1500, 1700, 1700 S) mais les carrosseries sont entièrement neuves et l'empattement allongé jusqu'à 2 620 mm. Mars 1964 voit l'apparition d'un modèle avec le moteur de l'Opel Kapitän: le 6 cylindres en ligne de 2,6 litres.
Prix en Allemagne: 6 830 à 9 370 DM; frein à disques avant: + 200 DM, 4 vitesses au plancher: + 180 DM. 885 292 exemplaires produits. En série limitée, Karl Deutsch de Cologne a vendu des cabriolets avec les 1700 S ou 2600 au prix de 11 765 et 13 060 DM respectif.
Caractéristiques techniques
- Moteurs: 1 488 cm³, 55 ch, 1 680 cm³, 60 - 67 ch ou 2 605 cm³, 100 ch
- Empattement: 2 639 mm
- Longueur: 4 521 mm
- Largeur: 1 697 mm
- Hauteur: 1 466 mm
- Poids à vide: 970 - 1 140 kg
- Vitesse maximale: 130 - 167 km/h

## Opel Rekord B (1965 – 1966)

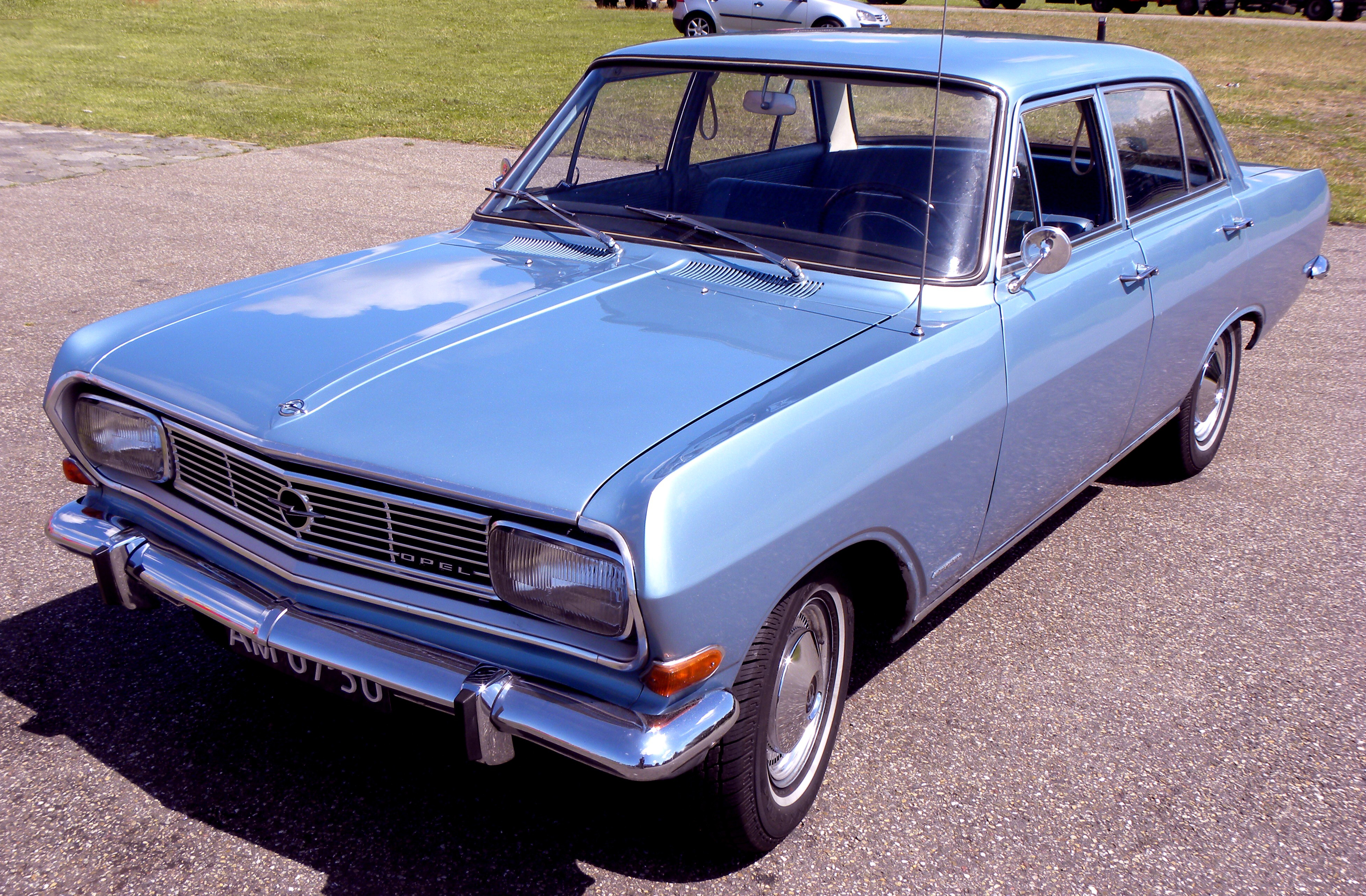
Opel Rekord B 1900.

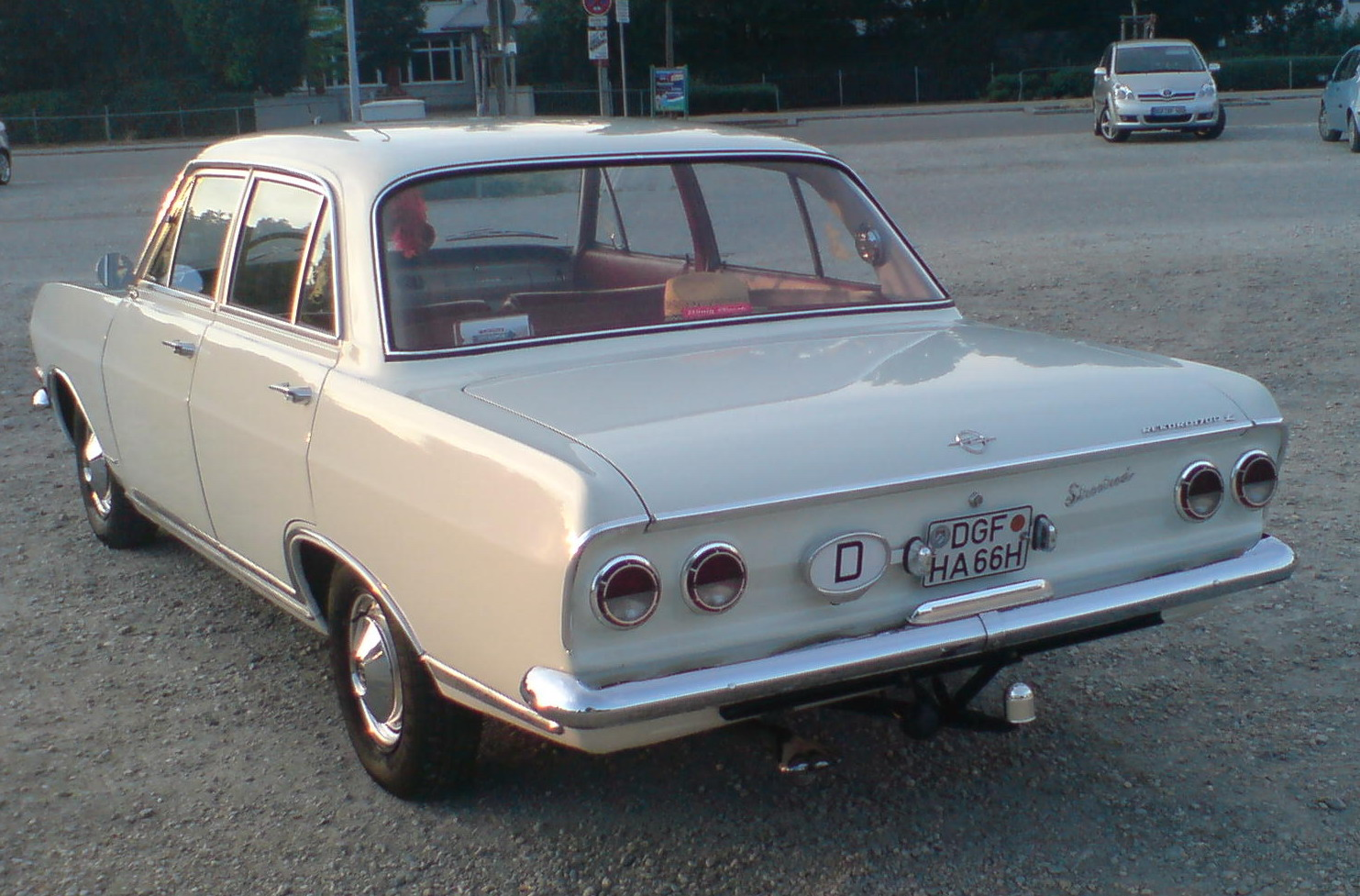
Opel Rekord B 1700 L.

Quand le Rekord B consiste uniquement à un léger facelift comparé au A, Opel décide d'en faire un nouveau, nouvelles motorisations avec arbre à cames en tête (CIH) (1500, 1700 S, 1900 S). Les moteurs à arbres à cames en tête (CIH) sont disponibles jusqu'en 1986, date ou la Rekord est remplacée par l'Opel Omega. Le 6 cylindres en ligne 2 600 cm³ reste inchangé. La gamme reste identique au Rekord A.
Prix en Allemagne : 6 980 à 9 570 DM ; freins plus puissants : + 95 DM, boîte de vitesses automatique : + 950 DM, boîte de vitesses 4 rapports : + 95 DM. 296 771 exemplaires produits.
Caractéristiques techniques
- Moteurs : 1 492 cm³, 60 ch, 1 698 cm³, 75 ch, 1 897 cm³, 90 ch ou 2 605 cm³, 100 ch
- Empattemen : 2 639 mm
- Longueur : 4 529 mm
- Largeur : 1 692 mm
- Hauteur : 1 440 mm
- Masse à vide : dès 990 kg
- Vitesse maximale : 134 - 167 km/h

## Opel Rekord C (1967 – 1972)
Avec 1 276 681 exemplaires produits, la Rekord C est le plus grand succès de la Rekord à ce jour. La voiture s'est avérée être un succès massif auprès du public.
La gamme consistait en une berline 2-4 portes, break 2 portes et (nouveauté) 4 portes (appelée CARAVAN) , camionnette (appelée DELVAN) , berline 2 portes (appelée COACH) et le coupé Fastback avec comme moteurs les 1500, 1700, 1700 S, 1900 S (4 cylindres en ligne) ou (jusqu'en 1968) un 2200 (6 cylindres en ligne). Une version taxi produit uniquement en 1967 consiste à un empattement rallongé à 2 870 mm, vendu au prix de 9 950 DM ; avec ceci, Opel essaya de mettre un pied dans le marché des taxi allemand, marché dominé (actuellement) par Mercedes-Benz. Encore une fois, Karl Deutsch de Cologne produit une version cabriolet en série limitée.
Il existe plusieurs variations de la Rekord C, aussi plusieurs versions fabriquées sous des noms différents et dans différents pays.
Une version de la Rekord C était la Rekord Sprint coupé (1967 - 1971) avec phares additionnels, trains roulants et jantes sports en acier issus de la Commodore, bandes latérales sport, un intérieur sport et des logos Sprint sur le véhicule ; la Sprint reçoit en exclusivité le moteur 1900 H avec carburateur double corps, excellent pour atteindre 106 ch et 174 km/h.
La Rekord 6 cylindres est remplacée par la nouvelle Commodore A, une carrosserie et un équipement meilleur que la Rekord C disponible en berline 2 et 4 portes et un coupé hardtop avec uniquement des moteurs à 6 cylindres.
Durant la durée de vie de ce modèle (en fait, entre 1967 - 1970), le nom d'Opel Olympia a été relancé, mais sur un modèle distinct, compact, basé sur l'Opel Kadett
Avec l'arrivée de la petite Ascona en septembre 1970, la Rekord est vendue en tant que routière plutôt que familiale.

### Ranger
La Ranger était une base de Rekord, construit dans l'usine Opel d'Anvers, en Belgique, pour tout le marché européen. Avec le même style que la Rekord, la Ranger a 4 phares contrairement aux 2 que possède l'Opel, similaire au Vauxhall Victor FD. Initialement, il n'y devait avoir que deux modèles: Ranger 130 et Ranger 153. En 1970, des nouveaux modèles sont annoncés, Ranger 1900 et Ranger 2500, et une version "SS", basé sur la Ranger 153.
Il y a eu également une version du Ranger en Afrique du Sud, construite dans l'usine General Motors de Port Elizabeth. Connue comme 'la voiture sud-africaine', son logo était un springbok et était produite uniquement en tant que break.

### Autres marchés
La Rekord C était construite sous le nom de Chevrolet Opala, Caravan et Comodoro (déclinaision haut de gamme de l'opala ou de la caravan) au Brésil dès 1968, disponible en berline, coupé (Opala 2 ou 4 portes) et break 2 portes (Caravan) motorisé par des moteurs Chevrolet de 2,5 litres (4 cylindres en ligne, 80 à 110 cv suivant les configurations carburateurs et les carburants utilisés: essence ou alcool de canne à sucre) ou 4,1 litres (6 cylindres en ligne, 125 à 171 cv suivant les configurations carburateurs et les carburants utilisés: essence ou alcool de canne à sucre ) issus de la division GM nord-américaine. Ces modèles ont reçu plusieurs facelift et leur production s'achève en 1992. Les versions SS proposées jusqu'au restylage de 1980 étaient les déclinaisons sportives de la gamme équipées des moteurs les plus puissants que ce soit en 4 (98 cv ) ou 6 cylindres (171 cv ) et disposaient d'une instrumentation, d'un intérieur, de rétroviseurs et de jantes spécifiques.
La Rekord C coupé était construite localement en Afrique du Sud sous le nom de Ranger SS jusqu'en 1970.
Prix en Allemagne : 7 630 à 9 560 DM (en 1966) ; Sprint:9 775 DM (en 1967).
La Rekord C était vendue au Mexique sous le nom d'Opel Rekord Olimpico en raison des Jeux Olympiques de 1968. Les Opel Corsa et Astra et autres furent vendues sous la marque Chevrolet durant les années 1990 et la première décennie du XXIe siècle.
Caractéristiques techniques
- Moteurs : 1 492 cm³, 58-60 ch, 1 698 cm³, 60-66 ch, 1 698 cm³, 75 ch, 1 897cm³, 90 ch, 1 897 cm³, 106 ch, 2 239 cm³, 95 ch
- Empattement : 2 667 mm
- Longueur : 4 572 mm
- Largeur : 1 755 mm
- Hauteur : 1 461 mm
- Masse à vide : 1 027 - 1 173 kg
- Vitesse maximale : 130 - 174 km/h

|  |  |  |

## Opel Rekord D (1972 – 1977)
Produites à 1,1 million les Rekord D seront vendues sous le nom Rekord II à cause du nom Rekord D qui peut être interprété comme "Rekord diesel" alors qu'il n'y aura que des essences, du moins au début. Le premier prototype est prêt en 1971. Les moteurs disponibles sont les 1 897 cm³, 1 698 cm³ et le 2 068 cm³ à arbre à cames en tête, 4 cylindres en ligne essence. Il y a eu une version diesel avec, au départ, un moteur diesel de 2,1 litres et un à cylindrée réduite à 2 litres. Les moteurs diesel sont plus élevés que les variantes essence, les modèles équipés du moteur diesel ont un capot différent avec une bosse en leur milieu. La variante 6 cylindres de la Rekord D est la Commodore B. Les boîtes de vitesses d'origine sont les 4 vitesses manuelles avec sélectionneur au plancher ou commande au volant et une automatique TH-180. La carrosserie est dorénavant solidaire du châssis (monocoque). Les carrosseries disponibles sont berline 4 portes, break 5 portes (appelée CARAVAN), break 2 portes (appelée DELVAN), la berline 2 portes (appelée COACH) et coupé 2 portes. Il y a eu également une version luxurieuse appelé "Berlina".
Les Ranger sont également disponibles sous une nouvelle génération, cette fois-ci, plus de Ranger 130 et 153, mais l'ajout d'un moteur 1.7l. En 1972, la lignée consiste en une base Ranger 1700, le moyen de gamme Ranger 1900, et le haut de gamme Ranger 2500.
En 1974, un moteur de 2,8 litres est introduit dans la famille Ranger. Toutefois, puisque les Ranger sont peu populaires, il n'y avait pas de suite après 1976. La majorité des Ranger furent vendus en Europe, excepté le Benelux.
Le marché sud-africain utilisait la carrosserie des Rekord pour leurs Chevrolet série 2500 (4 cylindres), 3800 et 4100 (6 cylindres). À première vue, c'était identique mais avec des moteurs différents. Ils sont disponibles en berline 4 portes ou break. Les versions 6 cylindres sont différentiés des modèles à 4 cylindres, grâce aux 4 phares ronds, contrairement aux 2 phares rectangulaires.
Ces voitures sont assemblées en Iran (avant la révolution) de 1974 à 1977 sous le nom local de "Chevrolet Royale" ou "Chevrolet Iran" par General Motors Iran. Les deux modèles sont les 2500 et 2800 avec comme moteurs respectifs, les 2,5 litres et 2,8 litres. La production de ces modèles prend fin en 1977, quand l'usine commence la production de ls Chevrolet Nova, Buick Skylark et Cadillac Seville jusqu'en 1987.
|  |  |

## Opel Rekord E (1977 – 1986)
L'Opel Rekord E est divisé en 2 modèles: E1 (1977-1982) et E2 (1982-1986). Plus de 1,4 million de véhicules furent construits. La Rekord E est disponible en berline 2-4 portes et break 3-5 portes "Caravan". Sous certains marchés où la structure fiscale est adaptée, une camionnette 3 portes est disponible.
Une version de la Rekord E est vendue par Vauxhall au Royaume-Uni pour 1979 en tant que Vauxhall Carlton. Les différences en apparences sont révolues par le facelift de 1982.